# Britannic (film)
De Britannic is een film over de ondergang van de HMHS Britannic, het zusterschip van de RMS Titanic. De film is geregisseerd door Brian Trenchard-Smith.

## Het verhaal
Tijdens de Eerste Wereldoorlog voeren het Verenigd Koninkrijk en Duitsland al jaren oorlog. Als de HMHS Britannic op haar zesde tocht naar Egypte gaat, hebben de Duitsers het vermoeden dat het schip wapens vervoert. Ze planten een Duitse spion op het schip, de geheime Britse dienst schakelt Mrs. Camble (Amanda Ryan) in. Een paar dagen later ontdekt de Duitse spion wapens aan boord van de Britannic, die mogelijk vervoerd worden naar Egypte. De kapitein ontkent dat, en beweert dat de wapens alleen dienen om het schip te beveiligen. Als de Duitse spion verslag uitbrengt aan een Duitse U-boot, worden de volgende dag twee torpedo's op het schip afgeschoten. Beide torpedo's missen het schip: de eerste torpedo die afgeschoten was raast voor de boeg van de Britannic de zee in omdat het schip vaart mindert, de andere torpedo wordt door de eerste officier met een geweer voortijdig tot ontploffing gebracht.
Als de Duitse spion en Mrs. Camble een relatie krijgen, zal deze snel eindigen in een drama. Wanneer Mrs. Camble erachter komt dat de Duitse spion mensen heeft vermoord door een verloren knoop op een officiersjas, wil Mrs. Camble de spion verraden bij de arts van het schip. De arts wordt gedood als hij een wapen uit zijn bureau wilde pakken en Mrs. Camble wordt tegen de kast gegooid zodat de Duitse spion zijn gang kan gaan. Hij ontwikkelt een bom die hij in de bunker laat vallen, wat een explosie veroorzaakt.
Al snel zinkt het schip naar de bodem van de zee, drie kilometer van het eiland van Kea. Als een reddingsboot zonder toestemming het water opgaat terwijl het schip vaart, worden ze geraakt door een schroef die nog boven zeeniveau draaide. Kapitein Bartlett geeft toestemming om iedereen het schip te laten verlaten en stopt de aandrijving van het schip. Wanneer iedereen het schip op tijd verlaat, doet kapitein Bartlett nog een poging om het schip te laten stranden bij het eiland Kea. Wanneer het water bij E-dek staat en de boeg onder water gaat geeft hij het op. Hij is de laatste die in de reddingsboot stapt. Als Mrs. Camble met de geredde Duitse spion naar de oppervlakte duikt, klimmen ze snel nog in een reddingsboot die aan het schip hangt.
Mrs. Camble wordt uiteindelijk gered, de Duitse spion komt om het leven omdat hij niet opgepakt wil worden en eveneens in een reddingsboot naar de schroef drijft. De overlevenden moeten een paar uur wachten tot een schip de positie van de Britannic bereikt.

## Rolverdeling
| Acteur            | Personage                       |
| ----------------- | ------------------------------- |
| Edward Atterton   | Chaplain Reynolds               |
| Amanda Ryan       | Vera Campbell                   |
| Jacqueline Bisset | Lady Lewis                      |
| Ben Daniels       | Townsend                        |
| John Rhys-Davies  | Captain Charles Alfred Bartlett |
| Bruce Payne       | Dokter Baker                    |
| Alex Ferns        | Stoker Evans                    |
| Eleanor Oakley    | Sarah Lewis                     |
| Archie Davies     | William Lewis                   |
| Ed Stobart        | Mayfield                        |
| Adam Bareham      | Britannic's Telegrafist         |
| David Lumsden     | Duitse Telegrafist              |
| Wolf Kahler       | Captain Kruger                  |
| Philip Rham       | Jurgens                         |
| Daniel Coonan     | Seamus                          |
| Daniel Tatatrsky  | Martin                          |
| Martin Savage     | Sweeney                         |
| Francis Magee     | Reilly                          |
| Niven Boyd        | Captain Helm                    |
| David Begg        | Armed Sailor                    |
| John Atkin        | Wachter                         |
| Sean Baker        | Kolonel Marston                 |

## Achtergrond
Hoewel gebaseerd op de ondergang van een bestaand schip, worden veel zaken historisch onjuist verteld:
- Duitse spion - Voor zover bekend was er geen Duitse spion aan boord van de Britannic.
- U-boot - In de film volgt een U-boot de Britannic over langere afstand. In werkelijkheid zou een U-boot uit die tijd de Britannic niet bij kunnen houden.
- Torpedo's - Er zou nooit bekend zijn gemaakt dat er torpedo's op een ziekenhuisschip waren afgeschoten.
- Het einde - In de film zinkt het schip in één beweging, terwijl de echte Britannic de zeebodem al raakte vóór hij helemaal onder water verdween.
- De omstandigheden - In de film zinkt het schip in slecht weer en ochtend maar werkelijk zonk het schip in de klaarlichte morgen.